# Boarmia mesotoechia
Boarmia mesotoechia là một loài bướm đêm trong họ Geometridae.